# Berthier—Montcalm
Pour les articles homonymes, voir Berthier et Montcalm.
Berthier—Montcalm fut une circonscription électorale fédérale des régions de Lanaudière et des Laurentides au Québec. Elle fut représentée de 1988 à 2004.
La circonscription a été créée en 1987 à partir de Berthier—Maskinongé—Lanaudière. Abolie en 2003, la circonscription fut redistribuée parmi Berthier—Maskinongé, Laurentides—Labelle, Montcalm et Rivière-du-Nord.

## Géographie
En 1996, la circonscription de Berthier—Montcalm comprenait:
- Les villes de Berthierville, Louiseville et Saint-Gabriel
- Les MRC de Montcalm, D'Autray et Matawinie
- La réserve amérindienne de Manouane
- Les localités de New Glasgow et de Sainte-Sophie dans le comté de La Rivière-du-Nord

## Députés
| Législature                                                                          | Années    | Député       | Député             | Parti                     |
| ------------------------------------------------------------------------------------ | --------- | ------------ | ------------------ | ------------------------- |
| Berthier—Montcalm issue de Berthier—Maskinongé—Lanaudière                            |           |              |                    |                           |
| 34e                                                                                  | 1988–1993 |              | Robert de Cotret   | Progressiste-conservateur |
| 35e                                                                                  | 1993–1997 |              | Michel Bellehumeur | Bloc québécois            |
| 36e                                                                                  | 1997–2000 |              | Michel Bellehumeur | Bloc québécois            |
| 37e                                                                                  | 2000–2002 |              | Michel Bellehumeur | Bloc québécois            |
| 37e                                                                                  | 2002–2004 | Roger Gaudet |                    | Bloc québécois            |
| Dissoute parmi Berthier—Maskinongé, Laurentides—Labelle, Montcalm et Rivière-du-Nord |           |              |                    |                           |